# Dassault Mirage III F2
Il Dassault Mirage III F2 era un prototipo di aereo da caccia francese biposto che è stato progettato per servire come banco di prova per il motore turbofan Snecma TF306 ed ha influenzato la realizzazione del Dassault Mirage G con ala a geometria variabile.

## Design e sviluppo
La Dassault era stata incaricata agli inizi degli anni '60 di progettare un aereo da penetrazione a bassa quota che non avesse le velocità di avvicinamento elevate associati all'ala a delta del Mirage. A differenza del precedente Mirage III, Mirage III F2 ha avuto delle ali alte a freccia e superfici orizzontali della coda. Il prototipo alimentato da un turbofan Pratt & Whitney TF30 ha effettuato il primo volo il 12 giugno 1966. È stato rimotorizzato con Snecma TF306 per il secondo volo il 29 dicembre 1966.
Due sviluppi paralleli del Mirage III F2 erano un intercettore monoposto Mirage III F3, equipaggiato con un Pratt & Whitney/Snecma TF306 (prodotto su licenza), e una versione ridotta e più semplice Mirage III F1, equipaggiato con uno Snecma Atar. Alla fine l'Armée de l'air francese decide sviluppare il Mirage III F1 motorizzato francese (il Mirage F1), il Mirage III F2 non entrò in produzione e il programma relativo al Mirage III F3 si fermò.
La fusoliera e il motore del Mirage III F2 costituirono la base per l'aereo ad ala a geometria variabile Dassault Mirage G.